# Лави, Шломо
Шломо Лави (ивр. שלמה לביא‎; при рождении Левкович; род. 1882 год, Плоньск, Царство Польское, Российская империя — 23 июля 1963 года, Израиль) — израильский общественный деятель, политик, сионистский активист.

## Биография
Шломо Левкович родился в Плоньске, Царство Польское, Российская империя, ныне Польша. Получил традиционное еврейское образование. Земляком Левковича был будущий премьер-министр Израиля — Давид Бен-Гурион, они вместе состояли в сионистской организации «Эзра».
В 1905 году Левкович перебрался в Палестину, начав работать на цитрусовых плантациях в районе Петах-Тиквы, а затем на заводе по производству масла в Хайфе.
В 1921 году Шломо стал одним из основателей кибуца Эйн-Харод, где он прожил вторую половину жизни. Лави был членом Хаганы.
Был одним из основателей «Ха-Поэль ха-Цаир» (1905 год), «Ха-Шомер» (1907 год), а также Гистадрута (1920 год).
В 1942 году Шломо Лави вступил в британскую армию, чтобы принять участие во Второй мировой войне.
По спискам партии МАПАЙ Шломо Лави был избран в кнессет 1-го созыва, а затем переизбран в кнессет 2-го созыва, работал в парламентской комиссии по экономике.
Шломо Лави умер в июле 1963 года в Израиле.

### Личная жизнь
Левкович родился в еврейской семье, его отца звали Йекутиэль Левкович, а мать Сара Блехман.
Шломо женился на Рахели Зисель, в браке у них родилось три сына. Старший и младший сыновья погибли во время Войны за независимость Израиля, Ерубаал в Маале Гильбоа, а младший сын Гилель погиб в Негеве. Средний сын Элияху получил профессию агронома.